# Hveragerði

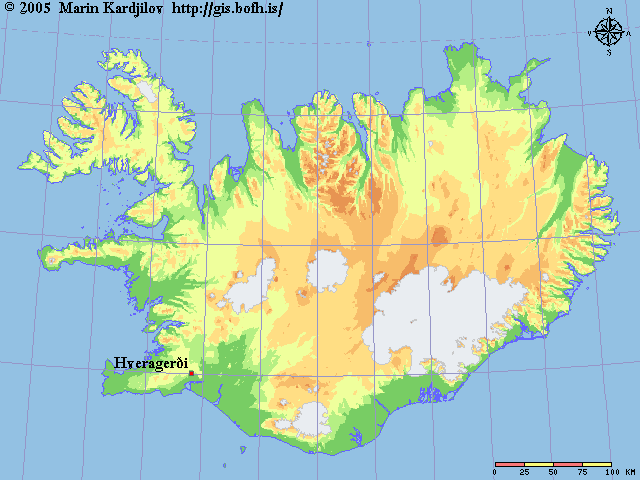
Locatie van Hveragerði

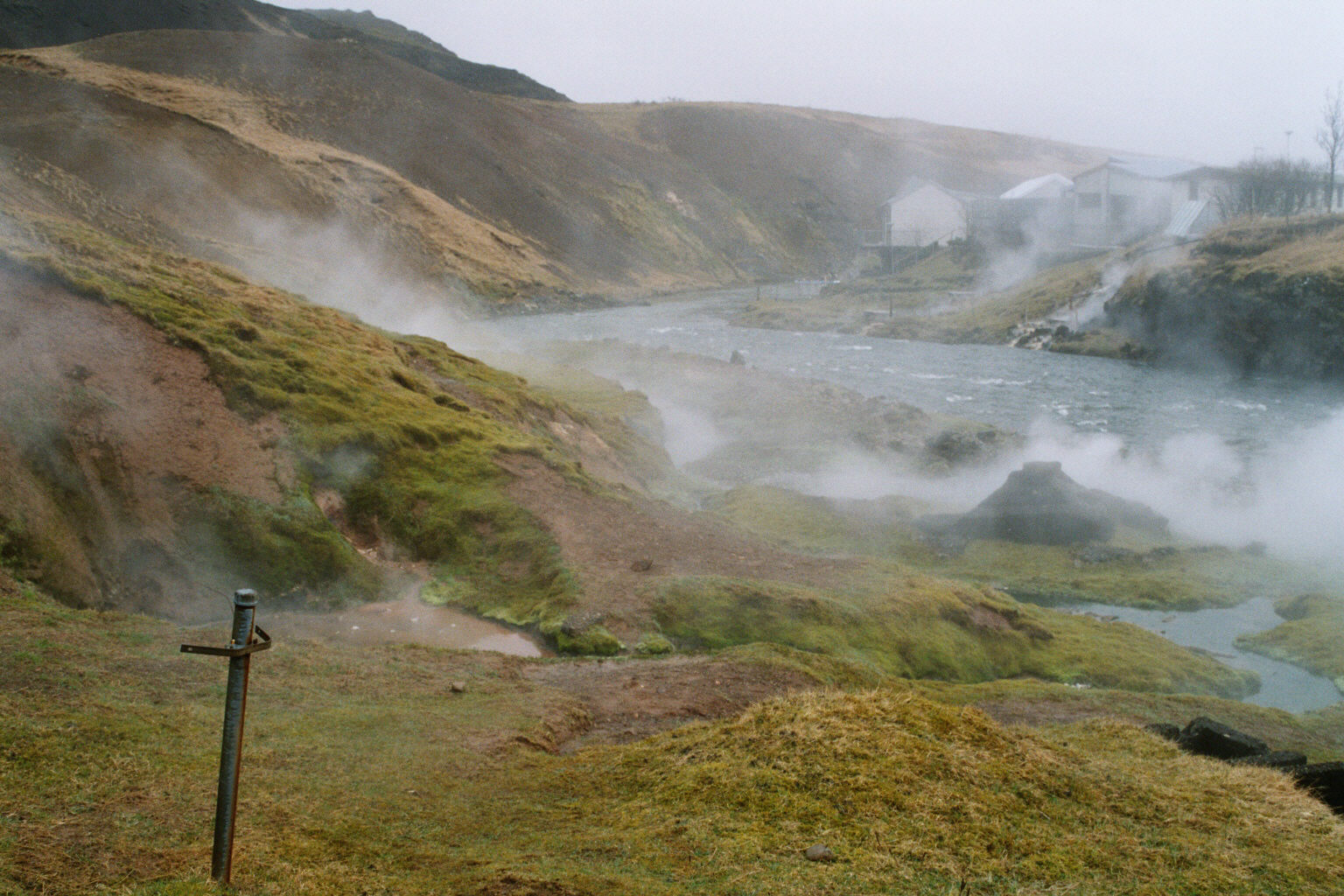
Varmá rivier met stoompluimen in Hveragerði

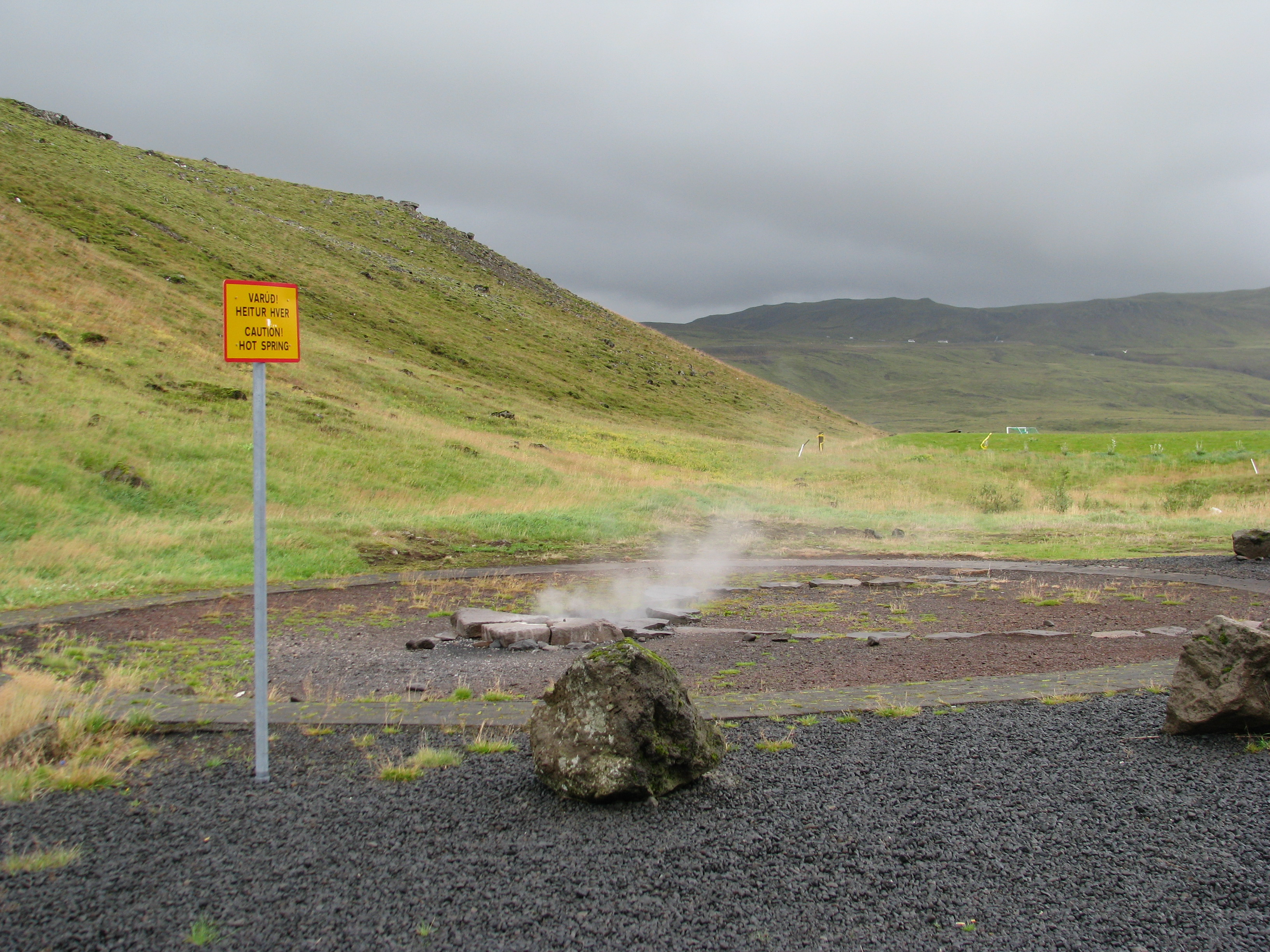
Grýla in de druilregen

Hveragerði is een stadje in de gemeente Hveragerðisbær in het zuiden van IJsland, ongeveer 40 km ten oosten van IJslands hoofdstad Reykjavik aan de Varmá (Warme rivier). De stad heeft ongeveer 2300 inwoners.
Hveragerði ligt aan de rand van een geothermaal zeer actief gebied dat onderdeel van het vulkaansysteem Hengill uitmaakt, en er komen ook regelmatig lichte aardschokken voor. De stad is omgeven door hete bronnen die vulkanisch van aard zijn. Op diverse plaatsen in de stad komen de stoompluimen spontaan uit de grond; in tuinen, tussen trottoirtegels, door scheuren in het asfalt, en op een nacht in januari in 2006 midden in de keuken van een woning. De stad is bekend om zijn kassen die via deze hete bronnen verwarmd worden. Ongeveer 40% van alle kassen in IJsland liggen hier. In deze kassen worden diverse soorten bloemen, fruit en groenten verbouwd, tot bananen aan toe. Omdat er ten tijde van de aanvang van kassenbouw in 1929 nog geen duidelijk werkplan was, liggen de kassen nu kriskras door de plaats verspreid.

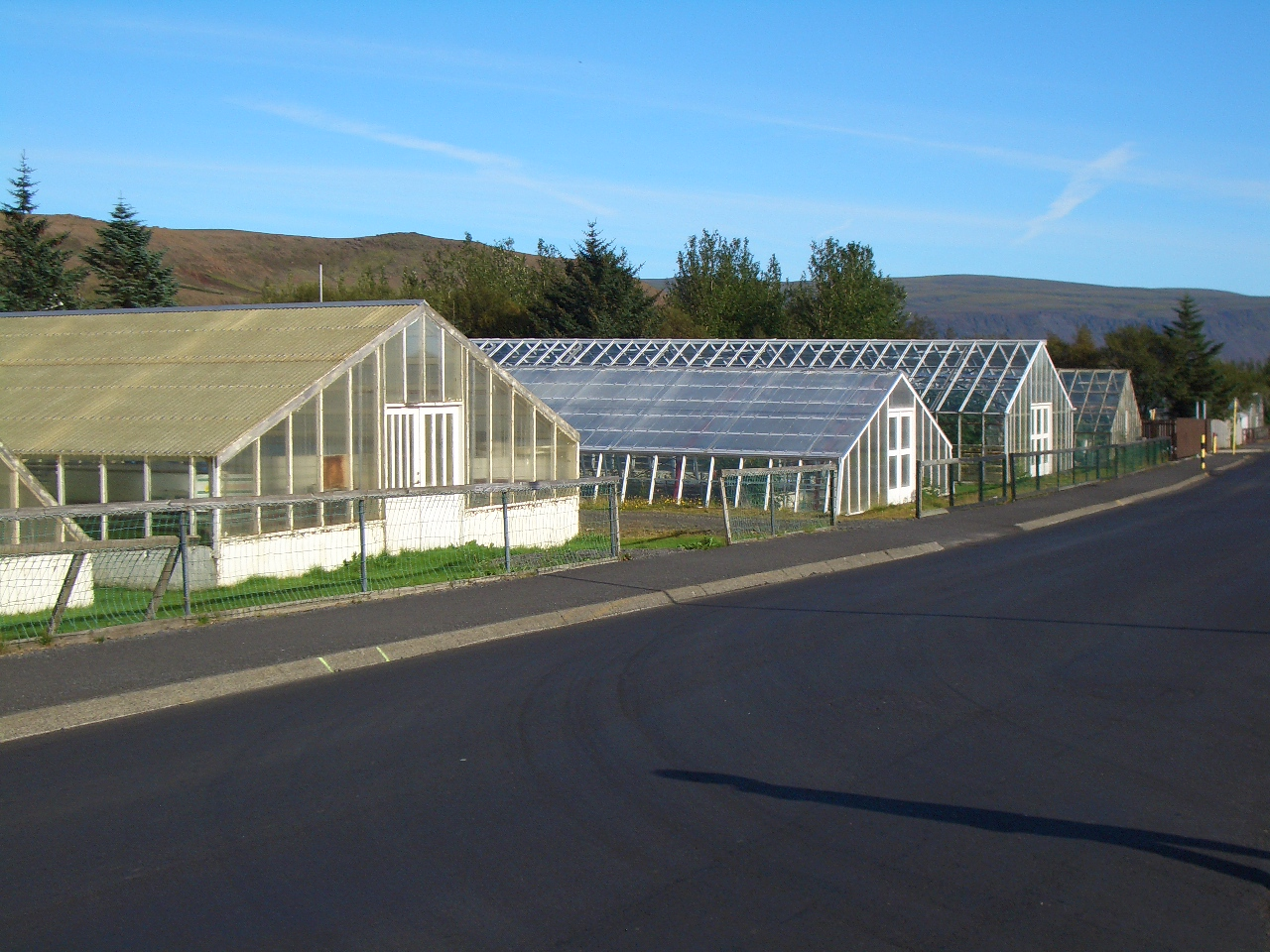
Kassen in Hveragerði

In de stad bevindt zich geen hoogbouw, dit komt door het feit dat er regelmatig lichte aardbevingen plaatsvinden.
In Hveragerði was ook de kleine, onregelmatig spuitende geiser Grýla te zien (zie ook: Geysir). Bij een aardbeving in 2008 is deze geiser inactief geworden, sindsdien herinnert alleen nog een stenen plateau aan de overleden geiser. Midden in het plaatsje is er een gebied met hete bronnen en kokende modderpotjes. De bibliotheek annex tourist information is boven een fissuur in de aarde gebouwd.
Ten zuiden van Hveragerði loopt de weg naar Þorlákshöfn. Naar het oosten komt men in  Selfoss uit. Ten noorden, aan de andere kant van de Hengill bergketen, ligt Nesjavellir, een grote elektriciteitsinstallatie die volledig op aardwarmte draait. Tussen Hveragerði en Nesjavellir liggen vele wandelroutes.